# José Manuel Beirán Lozano
José Manuel Beirán Lozano (Lleó, Espanya, 1959), és un exjugador de bàsquet espanyol, guanyador d'una medalla olímpica.

## Biografia
Va néixer el 7 de febrer de 1959 a la ciutat de Lleó, capital de la província del mateix nom (Castella i Lleó). És pare del també jugador de bàsquet Javier Beirán.

## Carera esportiva

### A nivell de clubs
| Anys      | Club                | Lliga                      |
| --------- | ------------------- | -------------------------- |
| 1974-1975 | Reial Madrid        | Lliga espanyola de bàsquet |
| 1976-1977 | CB Valladolid       | Lliga espanyola de bàsquet |
| 1978-1980 | Reial Madrid        | Lliga espanyola de bàsquet |
| 1980-1981 | Vallehermoso Madrid | Lliga espanyola de bàsquet |
| 1982-1983 | Reial Madrid        | Lliga espanyola de bàsquet |
| 1983-1986 | Caja Madrid         | Lliga ACB                  |
| 1986-1987 | CB Valladolid       | Lliga ACB                  |
| 1988-1990 | Tenerife Baloncesto | Lliga ACB                  |

Amb el Reial Madrid, on jugà com a aler o escorta, va guanyar:
- Lliga espanyola de bàsquet (3): 1974/75, 1978/79 i 1979/80
- Copa del Rei de bàsquet (1): 1974/75
- Copa d'Europa de bàsquet (1): 1979/80

### Selecció espanyola
Va participar, als 28 anys, en els Jocs Olímpics d'Estiu de 1984 realitzats a Los Angeles (Estats Units), on va aconseguir guanyar la medalla de plata en la competició masculina de bàsquet amb la selecció espanyola de bàsquet.